# KontraS
 (juin 2020).
La Komisi untuk Orang Hilang dan Korban Tindak Kekerasan ("commission pour les personnes disparues et victimes de violences") ou KontraS est un groupe de travail mis en place par des ONG indonésiennes. Elle a été créée le 20 mars 1998. Ce groupe succède à l'organisation KIP-HAM, fondée en 1996. En tant que commission chargée de surveiller les questions relatives aux droits de l'homme, KIP-HAM recevait des plaintes et commentaires du public, victimes et communautés, qui exprimaient leurs aspirations en matière de droits de l'homme. 
Au cours du temps, KontraS a non seulement traité les affaires d'enlèvements et de disparitions de personnes, mais a également été invitée par les victimes à gérer diverses formes de violence, aussi bien des autorités en Aceh, en Papouasie, aux événements de Tanjung Priok et du Timor oriental qu'entre communautés comme aux Moluques, à Sambas, Sampit et Poso. KontraS milite contre la violence et les violations des droits de l'homme causées par des abus de pouvoir. 
KontraS a progressivement ouvert des bureaux régionaux, notamment à Banda Aceh, à Medan, à Makassar, à Surabaya, à Kupang et à Jayapura. 
Un secrétariat a été créé en 2003  pour coordonner ces bureaux. 